# Arena L'viv
L'Arena L'viv (in ucraino «Аре́на Львів»?) è uno stadio di calcio della città ucraina di Leopoli (L'viv). 
È stata inaugurata nel 2011 con una sfarzosa cerimonia arricchita dal concerto di Anastacia.
Lo stadio è stato costruito per ospitare le partite dell'Europeo di calcio del 2012. Successivamente ha ospitato alcuni incontri casalinghi della squadra locale, il Karpaty.
Dal 2014 al 2016 ha ospitato le partite casalinghe dello Šachtar, a causa dei disordini dovuti alla guerra dell'Ucraina orientale, mentre dal 2017 al 2018 ha ospitato gli incontri del Veres Rivne. Dal 2018 ospita le partite interne del L'viv e dal 2020 anche quelle del Ruch L'viv.

## Storia
La costruzione dello stadio iniziò il 20 novembre 2008 e fu completata nell'ottobre 2011. La cerimonia di apertura ebbe luogo il 29 ottobre 2011, con una produzione teatrale dedicata alla storia della città di Leopoli e un concerto di Anastacia. 
Il 15 novembre 2011 l'impianto fu sede della partita inaugurale, l'amichevole Ucraina-Austria (2-1), di fronte a 34.000 spettatori. Fu Arcëm Mileŭski a segnare il primo gol nello stadio, al 16º minuto di gioco.
Il progetto originario era dell'azienda Hochtief Construction, che aveva lavorato alla costruzione della Dnipro Arena. Fu presentato il 21 maggio 2007, proponendo il nome di Lemberg per o stadio, la cui capienza era, nelle intenzioni originarie, di 32 000 posti a sedere, per un costo totale di 70,4 milioni di euro. In origine lo stadio avrebbe dovuto essere ultimato entro il 2010. All'inizio del 2008 Hochtief fu sostituito dalla compagnia austriaca AlpineBau. Dopo quasi un anno di discussioni, i lavori non erano ancora iniziati e il 10 ottobre 2008 AlpineBau aveva respinto l'offerta di 85 milioni di euro di finanziamento da parte del comune di Leopoli, richiedendo almeno 100 milioni per lo stadio.
Il 23 ottobre 2008 il consiglio comunale di Leopoli contattò ISD (Industrial Union of Donets Basin), corporazione transnazionale attiva nell'Europa orientale, federazione di varie industrie de settore metallurgico, edile, minerario e della costruzione di macchine. Sotto la guida dell'architetto austriaco Albert Wimmer, che aveva progettato la Hypo-Arena di Klagenfurt, e grazie alla collaborazione di Arnika, compagnia locale, fu progettata l'Arena L'viv. Nel novembre 2008 il Ministero ucraino dell'economia ingaggiò la compagnia di costruzione Azovinteks, avente sede a Mariupol' e parte del gruppo ISD, che mandò cento dei propri lavoratori sul sito.
Nell'aprile 2010 il governo ucraino trasferì il progetto dello stadio sotto il controllo del Ministero ucraino per lo sport, la famiglia e la gioventù, per accelerare il completamento dell'impianto.
Il 23 giugno 2010 fu annunciato che il budget messo a disposizione per la costruzione dello stadio era cresciuto da 5,3 a 10 miliardi di grivnie. Furono 16,4 i miliardi destinati dall'oblast' di Leopoli alla copertura completa dello stadio e dell'aeroporto cittadino, in vista del campionato d'Europa 2012.

## Partite del campionato europeo di calcio 2012
| Data           | Tempo (CET) | Squadra numero 1 | Ris.  | Squadra numero 2 | Fase del torneo | Spettatori |
| -------------- | ----------- | ---------------- | ----- | ---------------- | --------------- | ---------- |
| 9 giugno 2012  | 18:00       | Germania         | 1 - 0 | Portogallo       | Girone B        | 32.990     |
| 13 giugno 2012 | 20:45       | Danimarca        | 2 - 3 | Portogallo       | Girone B        | 31.840     |
| 17 giugno 2012 | 20:45       | Danimarca        | 1 - 2 | Germania         | Girone B        | 32.990     |